# 環境食物局
環境食物局（英語：Environment and Food Bureau，縮寫：EFB）是為香港特別行政區政府負責環境保護、環境保育、食物及環境衞生的決策部門，成立於2000年1月1日，現已解散；下轄環境保護署、食物環境衞生署和漁農自然護理署三個執行部門。
環境食物局唯一一任局長為任關佩英。

## 歷史
環境食物局成立前，環境事務和食物衛生原來分別由規劃環境地政局及市政局／區域市政局負責。因應時任行政長官董建華以改革為名解散兩個市政局，遂成立本部門。
2002年7月1日，時任行政長官董建華推行問責制，環境食物局於決策部門重組時解散。轄下執行部門分別歸入環境運輸及工務局和衞生福利及食物局。
2007年7月1日開始，香港政府在環境及食物範疇的管理工作分別由環境局及食物及衞生局負責。
環境食物局組織圖 （页面存档备份，存于）